# Upplands runinskrifter 259
Upplands runinskrifter 259 är en vikingatida runsten av granit i Fresta kyrka, Fresta socken och Upplands-Väsby kommun. Runstenen är 1,21 meter hög och 0,96 meter bred. Runhöjden är cirka 8 centimeter. U 259 var tidigare inmurad i kyrkoväggen.

## Inskriften
Translitterering av runraden:
kari × m(u)[n]ulfs × arfi × [lit] ... [a]t × frusta × sun sin
Normalisering till runsvenska:
Kari, Munulfs arfi, let ... at Frosta, sun sinn.
Översättning till nusvenska:
Kåre, Munulvs arvinge, lät ... efter Froste, sin son.